# Gavia brodkorbi
Gavia brodkorbi är en utdöd fågel i familjen lommar inom ordningen lomfåglar. Den beskrevs 1978 utifrån fossila lämningar från sen miocen funna i Kalifornien, USA.